# Черноморское побережье (газета)
«Черноморское побережье» — первая ежедневная общественно-политическая газета в Черноморской губернии Российской империи. Издавалась в городе Новороссийске в 1902—1911 гг.

## История
Газета основана в 1902 году служащим Владикавказской железной дороги Фёдором Степановичем Леонтовичем. Он же выступал в качестве издателя и редактора газеты. Первый номер периодического издания вышел 6 декабря 1902 года.
В начальный период своего существования газета «Черноморское побережье» характеризовалась умеренно-либеральной направленностью. Цензором газеты являлся Черноморский губернатор Е. Н. Волков. Однако по мере усиления демократических тенденций в общественной жизни России либеральный курс газеты «Черноморское побережье» становился более выраженным. Драматическая развязка июльской (1905 г.) забастовки новороссийских железнодорожников, в результате разгона которой было убито 19 рабочих, вызвало бурю возмущения среди горожан. Газета «Черноморское побережье» опубликовала резолюцию, принятую на экстренном заседании городской Думы. В этом документе содержался «протест против жестокого и легкомысленного применения вооруженной силы», выражение «презрения казакам за их дикую жестокость», обвинение в адрес владельцев Владикавказской железной дороги, вынудивших рабочих прибегнуть к крайним методам борьбы за свои экономические права. В последующий период, несмотря на введённый властями в Новороссийске режим усиленной охраны, предусматривавший дополнительные цензурные ограничения, газета «Черноморское побережье» сохраняла свою либерально-демократическую направленность и продолжала публиковать на своих страницах политически злободневные материалы.
В декабре 1905 года, в условиях фактически сложившегося двоевластия, редакция газеты неожиданно столкнулась с новым для неё видом «революционной» цензуры, установленной руководителями Новороссийского городского Совета рабочих депутатов. Стремление редактора газеты Ф. С. Леонтовича оказаться «над схваткой», выражавшееся в практике публикации материалов как официальных, так и революционных властей, привело к тому, что Совет публично назвал либеральный печатный орган «черносотенным», потребовав от редакции подавать газетные материалы «на просмотр Исполнительному комитету». В знак протеста Леонтович приостановил издание газеты.
После падения Новороссийской республики в Черноморской губернии вводится военное положение. Волна репрессий, инициированных военной администрацией, затронула даже либеральных деятелей. Краткосрочному аресту подвергся и редактор газеты Ф. С. Леонтович. В дальнейшем строгие цензурные ограничения и постоянное вмешательство в дела прессы временного военного губернатора генерал-майора В. А. Пржевальского вынуждают Леонтовича прекратить издание газеты «Черноморское побережье». Последний её номер вышел 9 (22) февраля 1906 года.
В августе 1907 года издания газеты «Черноморское побережье» было возобновлено. Новый издатель газеты А. Ф. Филиппов воспользовался клише прежнего издания, что стало предметом судебного иска со стороны Ф. С. Леонтовича. Однако иск был судом отклонен. Новое издание вышло из стен екатеринодарской газеты «Кубань», основанной во второй половине 1905 года А. Ф. и М. Ф. Филипповыми. В Новороссийске обновленная и переименованная «Кубань» приобрела умеренно-либеральный оттенок. С 1907 по 1910 гг. главным редактором газеты являлся Н. А. Ледковский, с 1910 по 1911 гг. — А. Ф. Филиппов.